# Nationalpark Mols Bjerge
Nationalpark Mols Bjerge är en nationalpark i Syddjurs kommun i Danmark som omfattar ett 180 km² stort område i södra delen av Djursland. Mols Bjerge (Mols berg) ligger centralt i parken men utgör endast en liten del av området.
Inrättandet av nationalparken tillkännagavs av miljöminister Troels Lund Poulsen den 17 januari 2008. Det avsatta området sträcker sig från skogen i trakten av Kalø Vig / Egens Vig vid Kalø slott och österut till Skramsø Plantage och Stubbe sjö; i en smal sträng längs Havmølle å, där Stubbe Søs utlopp ligger och fortsätter sedan ut till Kattegatt vid Jernhatten samt i ett område mot norr längs kusten med ett par småskogar och vid Nørresø intill Rugårds herrgård. Söder om Stubbe Sø fortsätter parken ner längs Ebeltoft Vig med Ahl Hage till Gåsehage på sydspetsen av halvön Hasnæs och längs kusten norrut vid Elsegårde.
Mitt i nationalparken ligger Mols Bjerge med dess högsta punkt Agri Bavnehøj (137 meter över havet) med fantastisk utsikt mot Rønde og Århus; Mols Bjerge är sammankopplat med övriga områden i norr vid Femmøller och naturområdena kring Lyngsbæk och går där vidare upp till de stora växtområdena i norr. Söder om Mols Bjerge ligger området omkring Begtrup Vig och därmed är också Helgenæs nordvästkust en del av nationalparken.
Nationalparken invigdes 29 augusti 2009.